# Huta Szczecin

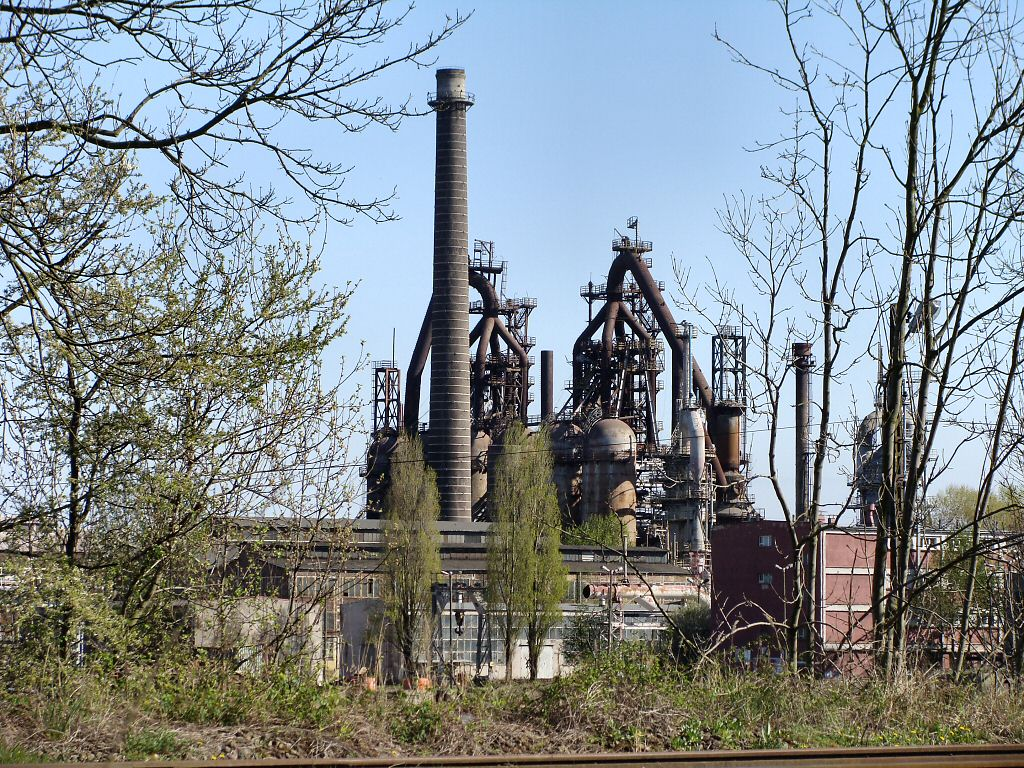
Nieczynne wielkie piece Huty Szczecin

Huta Szczecin – huta żelaza w szczecińskiej dzielnicy Stołczyn istniejąca w latach 1897–2008. Huta specjalizowała się w produkcji surówki żelaza dla potrzeb odlewni, prowadziła produkcję szerokiego asortymentu wielkopiecowej surówki odlewniczej (produktu, z którego odlewa się np. korpusy silników). Wyroby sprzedawano w Polsce i za granicą (Niemcy, Skandynawia, Wielka Brytania, Bliski Wschód). Po reprywatyzacji roczna zdolność produkcyjna wynosiła 200 000 ton.

## Historia
Huta pierwotnie nosiła nazwę Eisenwerke „Kraft” AG in Kratzwick (pol. Kraśnica od nazwy pobliskiego osiedla). Była to własność przedstawiciela górnośląskiego rodu magnatów ziemskich i przemysłowych Henckel von Donnersmarcków – hrabiego (od 1901 dziedzicznego księcia Prus) Guido Henckla von Donnersmarck; nazwa huty nawiązywała do imienia najmłodszego syna Guidona – Krafta. 
W 1897 roku wybudowano pierwsze wielkie piece – w 1906 roku w jej skład wchodziły już trzy, a także koksownia, cementownia oraz cegielnia.
16 maja 1946 huta została przejęta przez Polskę i włączona do Gliwickich Zakładów Hutniczych. W 1950 huta stała się samodzielnym zakładem produkcyjnym. Proces przemian własnościowych Huty Szczecin zapoczątkowany został przekształceniem Przedsiębiorstwa Państwowego Huta „Szczecin” w jednoosobową spółkę Skarbu Państwa. 
W 1996 roku Huta Szczecin stała się zakładem prywatnym. Od roku 2004 właścicielem Huty Szczecin SA był Kronospan. W roku 2008 rozpoczęto rozbiórkę zakładu. W 2011 teren Huty Szczecin był administrowany przez Kronochem, spółkę grupy Kronospan, która świadczyła usługi przeładunkowe towarów masowych, oraz przeładunki i magazynowanie metanolu.

## Kolej Huty Szczecin
Huta eksploatowała poniższe parowozy:
- TKh3877 – pomnik przy hucie
- TKbb nr 4 – eksponat w Wolsztynie
- TKbb nr 1 – pomnik w lokomotywowni

Huta miała też spalinowozy:
- 401Da – 077, 417, 303, 143,
- SM30 – 1074
- LDH45
- 409Da – 131